# New Attacker You!
New Attacker You! (続・アタッカーYOU　金メダルへの道, Zoku atakkā YOU- kin medaru e no michi, lit. A Nova Atacante You! No caminho para a medalha de ouro) é uma série de anime e sequência da série anterior famosa Joana e Sérgio dos anos 80. Foi realizada 24 anos depois após a primeira exibição. Esta segunda série foi produzida pelo estúdio Knack Productions em 2008 por ocasião dos Jogos Olímpicos de Verão em Pequim no mesmo ano.
A série foi dirigida por Tomoharu Katsumata, e exibida pela primeira vez na China, no Japão a série foi distribuída diretamente em DVD sem nunca passar na TV nos canais japoneses. Nas Filipinas a série foi exibida pelo Hero. A série estreou na Itália pelo canal Italia 1 dia 12 de setembro de 2011. Na edição italiana, foram mantidos os dubladores originais de Mila e Shiro (Yu e So na versão original) Barbara De Bortoli e Vittorio Guerrieri, junto com os nomes alterados usados na época, somente Nami e Kaori sofreram troca de dubladores. Esta segunda série nunca foi exibida nos países lusófonos, somente a primeira série Joana e Sérgio foi emitida em Portugal na RTP1.

## Narração
Na série original, tudo girava em torno de Yu e os outros personagens foram apenas um contorno; Na verdade, a maioria dos companheiros da equipe eram personagens anônimos, cujos nomes foram pontuados apenas ocasionalmente por repórteres.
Nesta série, no entanto, a história gira em torno de toda a equipe e usando a tática da equipe para ser recriado a partir do zero, são apresentados todos os companheiros de Yu, mostrando uma caracterização bem definida para cada um deles.

## Enredo
A história ao invés de se passar no Japão, agora se passa na China, alguns anos após os acontecimentos da série anterior. Em Pequim, a equipe Dragon Ladies ameaça se desfazer depois de ser rebaixada. Para subir ao palco as três estrelas de vôlei: Ming Yang (ex-jogadora nacional chinesa), Nami Hayase e So Tachiki, fazem seu último papel de treinadores.
Ming, em busca de novas atletas para vencer o desafio e ser capaz de as trazer de volta para a série A1 agora com mais de 2 anos, é conhecida como Glin Wong, uma campeã de kung fu, com sua habilidade atlética. Ming torna-se convencida de que sua equipe poderia renascer e, depois de passar um teste, Glin vem para participar. Para fortalecer ainda mais a equipe, Nami se oferece para So para ir ao Japão para levar Yu Hazuki, entretanto, graças aos treinos fortes e constantes, está de volta em forma após a rota do seu tendão calcâneo, dois anos antes, durante um jogo com seu amigo Kaori Takigawa, que teve um acidente que encerrou sua carreira olímpica.
Neste pequeno grupo serão adicionados gradualmente outras meninas que também vêm de diferentes eventos esportivos e de equipes, com uma conotação nitidamente multi-étnica, com grande dificuldade vai enfrentar desafios cada vez mais difíceis. Ganhar o campeonato A2 será o primeiro pequeno passo em um caminho que poderia trazer os jogadores para participar com as suas equipas nacionais dos Jogos Olímpicos de Pequim em 2008.

## Encontros históricos
A série seria criada alguns anos após o fim da primeira série Joana e Sérgio, cuja história terminou por volta de 1988, no ano das Olimpíadas de Seul.
Na série atual, no entanto, são inconsistentes alguns detalhes que nos permitem datar os acontecimentos posteriores à década de 90 e, mais precisamente, alguns anos antes dos Jogos Olímpicos de Pequim de 2008:
- são usados computadores portáteis laptop com uma grande TV LCD de tela, os telefones celulares "concha" e de tela plana televisores, certamente de tecnologia na década de 90;
- no vôlei ao aplicar as regras estabelecidas pela Rally Point System (Sistema de Pontos por Jogada), em vigor a nível internacional, pela primeira vez em 2000 com set de 25 pontos em vez de 15 pontos do sistema adotado no anime antes da eliminação da engrenagem da bola.
- no início do episódio 47, Yang informa os seus jogadores que eles não devem olhar apenas para a vitória no Mundial de Clubes, mas deve também procurar e ser selecionado no respectivo país de origem, a fim de participar nos Jogos Olímpicos de Pequim, em 2008. o conceito é retomado no último episódio, onde Yu menciona explicitamente os Jogos de Pequim, que participarão juntos com Glin, Tan Tan, Nami e Kaori.

## Personagens

### Dragon Ladies
Ming Yang
País de origem: China
Função: Diretoria Esportiva
A ex-campeã nacional da China, as tentativas de reviver as fortunas das Dragon Ladies, uma equipe em que ela cresceu, que parecem destinadas a desaparecer por falta de fundos e derrotas contínuas no campo.
Sérgio Tachiki (立樹爽, Tachiki Sō)
País de origem: Japão
Função: Treinador
Um grande jogador de voleibol em campeonatos masculinos, é agora o treinador das Dragon Ladies. Apesar de muitos anos sem ver Joana, ainda é apaixonado por ela; Na verdade, no episódio "4" Sérgio olha com olhos diferentes para Joana.
Joana Hazuki (葉月優, Hazuki Yu)
País de origem: Japão
Função: Atacante de Ponta
Número: 7
Especiais: Dragão Tornado, Esmagamento do Dragão Duplo (realizado em conjunto com Glin)
Na série anterior, Joana entrou para Hikawa, onde ela encontra Nami, e mais tarde tornou-se a reserva e, em seguida, a atacante de ponta das Seven Fighters; Nesta série, Joana agora se tornou adulta e volta a jogar voleibol na equipe das Dragon Ladies após uma ausência de dois anos devido à ruptura do tendão de Aquiles. Apesar de muitos anos sem ver Sérgio, ainda está apaixonada por ele, mas não tenta se aproximar dele, a fim de não comprometer o seu trabalho como treinadora e levar a equipe à vitória, sem se perder com seus sentimentos. Será, então, nomeada pela Diretora Esportiva Ming Yang em pessoa, a líder (chefe) da equipe.
Glin Wong
País de origem: China
Função: Atacante de Ponta
Número: 8
Especiais: Giroscópio do Dragão, Esmagamento do Dragão Duplo (realizado em conjunto com Joana)
Experiência Anterior: Kung fu
Hábil em artes marciais e movimentos ágeis, é expressamente convidada pela Ming Yang que faz o teste para entrar na Dragon Ladies a partir do momento em que ela vê o alto potencial dela no vôlei: Glin hitter e a equipe se juntam lado a lado para se tornarem titular, juntamente com Joana.
Xiu Lan Mo
País de origem: China
Função: Central (ocasionalmente : Atacante de Ponta)
Número: 5
Especiais: Esmagamento do Arco-íris
Experiência Anterior: Basquete
Xiu Lan  é uma das mais completas das  Dragon Ladies: é uma jogadora orgulhosa e determinada, que tem alcançado resultados significativos no passado antes de uma lesão que ela se afastou do esporte. Após o acidente, suas prioridades mudaram e ela se dedicou ao basquete; é graças à perseverança e insistência de Hua Yip (sua ex-companheira) que Xiu Lan volta a jogar vôlei nas Dragon Ladies.
Catherine Maurel
País de origem: Francia
Função: Central (ocasionalmente : Atacante de Ponta)
Número: 4
Especiais: Batida da Cobra, Esmagamento do Trampolim
Jogadora francesa especializada no papel central. Ambiciosa e competitiva, por causa dessas qualidades, muitas vezes colidem com as outras jogadoras no início do treinamento, especialmente com Glin e Gina. Apesar disso, sua personagem é animada e também pode ser muito leal a seus amigos e isso faz com que seja imperativa para a equipe.
Maria Rodriguez
País de origem: Brasil
Função: Central (ocasionalmente : Atacante de Ponta)
Número: 11
Especiais: Batida da Cobra (aprendeu com Catherine), Canhão Estrondoso
Muito alta, Maria é a filha de Teresa Rodriguez, a levantadora que com a senhora Yang se tornou uma estrela da liga. Apesar de não fluir para se tornar parecida com a mãe, devido a seu físico e sua força, Maria torna-se uma jogador de defesa excelente (especialmente na parede); Por este motivo, Maria é usada como central para a equipe.
Amanda Fang
País de origem: China
Função: Central (ocasionalmente : Atacante de Ponta)
Número: 12
Especiais: Batida da Cobra (aprendeu com Catherine)
Amanda é a central que anteriormente era ligada aos Hell Cats, mas foi para Tan Tan na equipe de Daimon, Amanda é jogada para fora da equipe e é forçada a orar para a senhora Yang para acolhê-la nas 'Dragon Ladies'. Entre seus novos companheiros e o descontentamento com Glin, por exemplo, é muito ressentida com ela, temendo que sua inclusão iria arruinar o equilíbrio da equipe. O suficiente, no entanto, uma demonstração da determinação de Amanda e seu entusiasmo no campo deixa claro a seus companheiros que podem confiar em seu talento.
Gina Malansano
País de origem: Itália
Função: Central (ocasionalmente : Levantadora)
Número: 10
Especiais: Batida do Falcão, Tornado Esmagador
Experiência Anterior: Dança Acadêmica
Gina é uma ex-bailarina que se junta à equipe das Dragon Ladies para sentir o espírito de equipe que as diferencia. Dado o seu talento inato rapidamente se torna a arma secreta da equipe pode cobrir uma variedade de papéis. Em particular, Gina é usada como uma loja de Catherine como central, mas se necessário, ela pode ser uma boa substituta para Jin Mei como levantadora.
Jin Mei Dong
País de origem: China
Função: Levantadora (ocasionalmente : Central)
Número: 1 (anteriormente : 13)
Especiais: Batida do Furacão
Experiência Anterior: Salto em altura
Jin Mei é uma jogadora muito jovem e inexperiente, que se junta à equipe depois de um passado no salto em altura. Apesar de ser uma personagem muito animada, consegue superar suas dificuldades iniciais com Sérgio e com seus companheiros, tornando-se uma boa central da equipe. Em resposta às necessidades da equipe, Jin Mei sai do papel central para começar a treinar como uma levantadora obtendo resultados excepcionais, tornando-se proprietária de equipe.
Yip Hua Zhang
País de origem: China
Função: Levantadora (retirada)
Número: 6
Levantadora de grande talento que volta a jogar vôlei nas Dragon Ladies após uma mau lesão nas costas que não está completamente resolvida. Mas, apesar disso, o seu talento vai levá-la para jogar em níveis elevados como uma equipe, em especial, com Glin e Xiu Lan, sua melhor amiga na equipe. Os problemas de Hua Yip levou à decisão de sua aposentadoria durante o final da série A1 do campeonato, onde ela arrastou seus colegas para a vitória com um desempenho final em aberto, antes de dizer adeus para a equipe que tinha revivido como um jogador.
Kaori Takigawa (多岐川絵理, Takigawa Eri)
País de origem: Japão
Função: Levantadora (transferida para o Tokio Hawkers)
Número: 2
Grande levantadora, na série anterior era um membro das Sunlight Players e uma das inimigas mais insidiosa de Joana, que também é uma boa levantadora: nesta série voltaram a jogar juntas nas Dragon Ladies com Nami. Com as Dragon Ladies no lugar de Kaori como levantadora alternou com Hua Yip às mudanças trituradoras no campo para encontrar a maior harmonia no grupo. Infelizmente, devido a problemas de saúde de seu pai, Kaori decidiu voltar para o Japão e jogar vôlei em Tokio Hawkers para estar perto de sua família.
Nami Hayase (早瀬奈美, Hayase Nami)
País de origem: Japão
Função: Líbero (anteriormente : central)
Número: 3
Especiais: Batida do voo da Andorinha
Nami jogou em Hikawa com Joana, mas depois decidiu seguir o treinador Daimon no Unicorn; entrou nas Dragon Ladies antes da chegada de Joana para reviver as fortunas da equipe. No passado as duas foram rivais e depois colocou o machado de guerra, e ficaram grandes amigas dentro e fora do campo. Para se adaptar às necessidades das Dragon Ladies, após a retirada de Ling como jogadora, Nami evoluiu do papel indo do centro para poupar com um bom sucesso, apesar de não ser a titular em seu novo papel.
Ming Hua Liu
País de origem: Mongólia
Função: Líbero
Número: 9
Experiência Anterior: Sumô
Ming Hua é um jogador que vem da Mongólia; é muito simpático, mas no campo argumenta ao longo da sua dimensão para se tornar muito intimidante nos olhos do inimigo. Hua Ming tem um passado como uma lutador de sumô que tornou muito forte e em todo o corpo, para o seu presente é escolhido como o titular das Dragon Ladies. Depois que o medo inicial da bola passa, Ming Hua usa seu passado em sumô para entender como melhorar a fim de repelir eficazmente sem medo a busca da bola com as pernas e braços.
Ling Lao
País de origem: China
Função: Capitã e assistente técnica (anteriormente: líbero)
Número: 1 (antes de se aposentar)
Ling é a jogadora mais velha das Dragon Ladies, bem como a capitã. Ling também é a segundo treinadora da equipe após Sérgio e é principalmente para ajudar a nova geração a expressar o seu potencial. A carreira de Ling como extremidades livres quando as Dragon Ladies possam ficar na série A1, mas ela ainda estará na equipe com o seu papel como uma segunda treinadora.

### Outras equipes
Tan Tan Chung
Tan Tan é uma das jogadoras mais fortes da China, tornou-se imediatamente a número um e rival das Dragon Ladies. Fluente em ataque e defesa, Tan Tan usa todo o seu potencial para se destacar em todos os adversários e se tornar a jogadora mais forte de todos os tempos. Tan Tan vai lutar contra o Dragon Ladies em várias ocasiões: a primeira com Tiger Ladies na série A2, em seguida, nas séries A1 quando Tan Tan vem em Red Eagles, finalmente, em Hell Cats de Daimon e Mitamura onde as apostas são a Copa do Mundo para os clubes.
Dani Mitamura (三田村慎吾, Mitamura Shingo)
O treinador dos Seven Fighters na série anterior, no episódio 3 as assistências com Daimon testa para Joana, que quer ser parte de um time da Série A. Ele é atualmente o treinador das Hell Cats, a equipe considerada a mais forte mundo.
Daisaku Daimon (大門松五郎, Daimon Matsugorō)
O treinador do clube de vôlei Instituto das Mulheres Hikawa e, em seguida, o Unicorn na série anterior, no episódio 3 as assistências com Mitamura no teste para Joana, que quer ser parte de um time da Série A. Ele é atualmente o diretor de esportes dos Hell Cats, a equipe considerada a mais forte do mundo.

## Elenco
Na série original tem duas dublagens; a chinesa, que foi lançado na China, e em seguida, o japonês realizada pela empresa Aoni Production, que conta com um elenco completamente renovado com relação à série clássica.
Na Itália, a dublagem foi feita pela Merak Film de Milão por conta da Mediaset, ao contrário da série anterior, que foi dublada em Roma pela MOPS Film. A direção foi confiada a Sergio Romanò, Graziano Galoforo e Loredana Nicosia. Os dois dubladores italianos originais da série clássica Barbara De Bortoli e Vittorio Guerrieri, foram mantidos, apesar de pertencerem a dublagem romana.
| Personagem       | Voz original      | Voz italiana         |
| ---------------- | ----------------- | -------------------- |
| Ming Yang        |                   | Alessandra Karpoff   |
| Sérgio Takiki    | Mitsuaki Madono   | Vittorio Guerrieri   |
| Joana Hazuki     | Kozue Kamata      | Barbara De Bortoli   |
| Glin Wong        |                   | Debora Magnaghi      |
| Xiu Lan Mo       |                   | Emanuela Pacotto     |
| Catherine Maurel |                   | Benedetta Ponticelli |
| Maria Rodriguez  | Yuka Shioyama     | Marisa Della Pasqua  |
| Amanda Fang      |                   |                      |
| Gina Malansano   | Sayaka Maeda      | Francesca Bielli     |
| Jin Mei Dong     |                   | Giusy Di Martino     |
| Yip Hua Zhang    |                   |                      |
| Kaori Takigawa   | Ishiguchi Chihiro | Beatrice Caggiula    |
| Nami Hayase      | Aizawa Mai        | Renata Bertolas      |
| Ming Hua Liu     |                   |                      |
| Ling Lao         |                   | Marcella Silvestri   |
| Tan Tan Chung    | Rumi Kasahara     | Daniela Fava         |
| Dani Mitamura    | Takeshi Mori      | Luca Bottale         |
| Daisaku Daimon   | Ryuzaburo Otomo   | Oliviero Corbetta    |

- Diálogo italiano: Elena Sorgato, Fabrizio Castellano e Laura Distretti.
- Pós-produção de áudio: Stefano Di Modugno, Andrea Andriola
- Pós-produção de vídeo: Ignazio Giardina, Gabiela Marchini
- Transcrição: Antonello Elli

## Trilha sonora
Abertura japonesa
- "Kin Medaru he no Michi" (金メダルへの道).

Abertura italiana
- "Mila e Shiro - Il sogno continua", escrita por Oliriana e composta por Cristiano Macrì, é interpretada por Cristina D'Avena.